# Chimila
 (février 2019).
Le chimila est une langue chibchane parlée en Colombie sur les pentes du Sud-Est de la Sierra Nevada de Santa Marta par 2 000 Chimilas.
Jusqu'au XVIIIe siècle, le territoire de Chimila était compris entre les contreforts de la Sierra Nevada de Santa Marta , l'île de Mompox et la Ciénaga de Zapatosa, la rive droite du Río Magdalena, la rivière Ariguaní et la rivière Cesar, étant ses voisins sud-est du Yukpa ; au nord et au nord-ouest l'Ika, le Koguis et le Mocanás et au sud le Pacabuye. Ils sont également connus dans la littérature sous les noms de simiza, chimile et shimizya.
Aujourd'hui, les Chimila vivent principalement de l'agriculture et du travail salarié dans les ranchs de bétail.

## Écriture
Un alphabet est développé lors d’ateliers organisés par la Société internationale de linguistique entre 2000 et 2002,.
| a | b  | ch | d | e | g | g | i | j | k | l | m |
| n | ny | ñ  | o | p | r | s | t | u | w | y | ’ |

## Phonologie

### Voyelles
|         | Antérieure | Centrale | Postérieure |
| Fermée  | i [i]      | ɨ [ɨ]    | u [u] ũ [ũ] |
| Moyenne | e [e]      |          | o [o]       |
| Ouverte |            | a [a]    |             |

### Consonnes
|               |               | Bilabiale | Dentale     | Latérale | Palatale | Vélaire | Glottale |
| Occlusives    | Sourde        |           | t [t]       |          |          | k [k]   | ʔ [ʔ]    |
| Occlusives    | Sonore        | b [b]     | d [d]       |          |          | g [g]   |          |
| Fricatives    | Sourde        |           | s [s]       |          | ʃ [ʃ]    |         | h [h]    |
| Fricatives    | Sonore        |           | z [z]       |          | ʒ [ʒ]    |         |          |
| Affriquées    | Sourde        |           |             |          | tʃ [t͡ʃ]  |         |          |
| Affriquées    | Sonore        |           |             |          | dʒ [d͡ʒ]  |         |          |
| Nasales       | Nasales       | m [m]     | n [n]       |          |          |         |          |
| Liquides      | Liquides      |           | r [r] ɾ [ɾ] | l [l]    |          |         |          |
| Semi-voyelles | Semi-voyelles | w [w]     |             |          |          |         |          |